# Моисеев закон

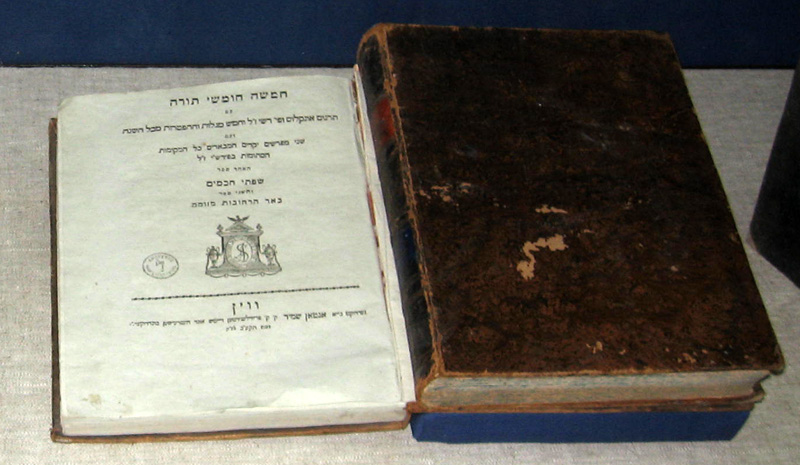
Тора на древнееврейском языке (Вена, 1802)

Моисеев закон — кодекс правил поведения, закреплённый в пяти первых книгах Библии, именуемых в иудейской традиции Торой, а в христианской традиции — Пятикнижием. Ядром кодекса являются десять заповедей. Традиционно автором этих книг считается пророк Моисей, тогда как с точки зрения современной науки они возникли в результате редакторской обработки как минимум четырёх источников различного авторства (см. документальная гипотеза).
Раввины насчитали в Торе 248 предписаний и 365 запрещений. Многие из этих установлений имеют явные параллели с более ранними ближневосточными законами, хотя обычно предполагается не прямое заимствование, а  финикийское или арамейское посредство. Та роль, которая в законах Угарита и других ближневосточных центров отводится царю, в Моисеевом законе отведена Яхве. Соответственно те правонарушения, которые, скажем, в законах Хаммурапи рассматривались сугубо в рамках гражданского (договорного) права, в еврейском законе рассматриваются как провинности перед Богом.
В христианском богословии издревле ведутся дискуссии о том, насколько законы Моисея должны соблюдаться христианами. Хотя христианская традиция и считает Пятикнижие богодухновенным, в христианской традиции чаще всего отрицается необходимость соблюдения всего закона Моисея христианами. Наиболее часто исключение делается для десяти заповедей, а ритуальные, церемониальные и гражданские законы Пятикнижия считаются отменёнными Новым Заветом.